# Ariguaní
Ariguaní ist eine Gemeinde (municipio) im Departamento Magdalena in Kolumbien. Der Hauptort (cabecera municipal) von Ariguaní ist El Difícil.

## Geografie
Ariguaní liegt im Departamento del Magdalena auf einer Höhe von 200 m ü. NN und hat eine Durchschnittstemperatur von 28° C. Die Gemeinde grenzt im Norden an Sabanas de San Ángel, im Süden an Santa Ana, im Osten an Bosconia und El Paso (Departamento del Cesar) und im Westen an Nueva Granada.
Gemeindegliederung
Ariguaní ist aufgeteilt in die cabecera municipal (El Difícil), vier corregimientos (Alejandría, El Carmen de Ariguaní, Pueblo Nuevo, San José de Ariguaní und Vadelco) und 29 veredas (kleinere ländliche Verwaltungsuntereinheiten).

## Bevölkerung
Die Gemeinde Ariguaní hat 32.601 Einwohner, von denen 20.375 in El Difícil leben (Stand: 2022).

## Geschichte
Der Ort El Difícil wurde 1901 von Kriegsflüchtlingen des Tausendtagekriegs gegründet. El Dificíl wurde 1912 zu einem corregimiento. Der Ort wurde 1950 von einem Feuer teilweise zerstört. Seit 1962 befindet sich im Ort eine Kirchengemeinde. Seit 1967 besteht Ariguaní als Gemeinde.

## Infrastruktur
Durch die Gemeinde führt eine asphaltierte Fernstraße, die Ariguaní mit Bosconia und Plato verbindet. Diese Straße führt durch El Difícil und die corregimientos Pueblo Nuevo und San José de Ariguaní.